# Zophocnemis bicolor
Zophocnemis bicolor är en insektsart som först beskrevs av Jakovlev 1880.  Zophocnemis bicolor ingår i släktet Zophocnemis och familjen ängsskinnbaggar. Inga underarter finns listade i Catalogue of Life.